# Церква Різдва Пресвятої Богородиці (Звиняч)
Церква Різдва Пресвятої Богородиці в Звинячі — парафія і храм православної громади Чортківського деканату Тернопільсько-Теребовлянської єпархії Православної церкви України в селі Звинячі Чортківського району Тернопільської области.

## Історія
- 1700 — у Звинячі заснований чоловічий монастир. Монахи перейшли сюди з монастиря села Угорників, що на Івано-Франківщинні. Він проіснував тут до 1785 року. Монастирську церкву освятили на честь святої проповідниці Параскеви. У селі ще була парафіяльна дерев'яна церква Різдва Пресвятої Богородиці, яка діяла до 1790 року.
- 1792 — вимурували церкву Вознесіння Господнього, яку в 1912 році розібрали та почали будувати кам'яний храм Різдва Пресвятої Богородиці. Споруду зведено з місцевого каменю в бароковому стилі.
- 15 грудня 2018 — храм і парафія перейшли до ПЦУ[1].

За священника Нестора Погорецького храм було розписано. За Михайла Ткачука зроблено зовнішній і внутрішній ремонти.

## Парохи
- о. Микола Галущинський
- о. Михайло Ганкевич
- о. Нестор Погорецький
- о. Теодор Лопушинський (1963—1990)
- о. Михайло Ткачук (від 1990 донині)